# Ithomeis imitatrix
Ithomeis imitatrix är en fjärilsart som beskrevs av Frederick DuCane Godman och Osbert Salvin 1878. Ithomeis imitatrix ingår i släktet Ithomeis och familjen Riodinidae. Inga underarter finns listade i Catalogue of Life.